# Freelove
Freelove (en español, Amor libre) es el trigésimo octavo disco sencillo de grupo inglés de música electrónica Depeche Mode, el tercero desprendido de su álbum Exciter, publicado el 5 de noviembre de 2001 en el Reino Unido y el 11 de diciembre en los Estados Unidos.
«Freelove» es una canción compuesta por Martin Gore, como lado B apareció el tema instrumental "Zenstation", sin embargo la musicalización del sencillo "Freelove" difiere completamente de como aparece en el álbum Exciter e incluso en el sencillo la canción es más corta y parte de la letra está editada.
No tuvo edición en disco de vinilo de 7 pulgadas, sólo en 12 pulgadas, asimismo se publicó en DVD siendo el primer sencillo del grupo que apareció en ese formato digital, el cual contiene imágenes de la interpretación del tema en el concierto realizado en Filadelfia en 2001, así como el audio de algunas otras canciones. Asimismo, contiene cuatro vídeos bonos de 30 segundos de duración. Los vídeos fueron dirigidos por Anton Corbijn, sin embargo en este DVD no se incluyó el correspondiente vídeo promocional de "Freelove".
El vocalista David Gahan llegó a declarar que "Freelove" era la mejor canción que había cantado desde "Condemnation".

## Descripción
«Freelove» es una balada sintetizada de Depeche Mode, complementada con el acompañamiento acústico que distinguiera a varios de los temas del álbum Exciter, manejando algo de tristeza y melancolía al mismo tiempo que cierta voluptuosidad, con una cargada base electrónica de efectos varios rayana en lo robotizado, por lo menos en su versión epónima, la del álbum, debido a que en su edición comercial como disco sencillo la musicalización cambia íntegramente como ningún otro tema del grupo.
En realidad, algunas canciones del repertorio de DM ya habían presentado diferencias entre su versión de álbum y como sencillo promocional, las más acusadas "Leave in Silence", "Strangelove", "Behind the Wheel" e "In Your Room", pero en el caso de "Freelove" se cambió toda la música e incluso se omitió una parte de la letra.
En el álbum está conformada por dos estrofas, coro, dos estrofas, coro, estribillo, una última estrofa y un último coro, pero en su versión sencillo son dos estrofas, coro, una estrofa, coro, estribillo, última estrofa y último coro; se omitió la cuarta estrofa y sólo el estribillo resulta igual en ambas versiones.
En su versión sencillo la musicalización es por completo ambiental, mucho más suave y acompasada, resaltando su melancólica letra, además de por supuesto hacerla una canción más corta, adecuada a los requerimientos de la radio contra los más de seis minutos de la versión del álbum.
La edición como sencillo promocional fue realizada por Mark Ellis Flood, el mismo productor de sus álbumes capitales Violator y Songs of Faith and Devotion, quien regresó así momentáneamente al grupo, del cual justo por esos discos quedó harto según sus propias declaraciones, en este tema impresionado por su calidad, de hecho los propios integrantes de DM presuntamente se sintieron en particular orgullosos de la pieza, y fue prácticamente a la que más apostaron durante su promoción; fue incluso el primer tema del grupo lanzado en formato DVD y el penúltimo publicado en ambos lados del mundo como sencillo estándar.
La versión del álbum, es dramática, electrónica, pesarosa, sintetizada, triste, con sólo el acompañamiento de una minimalista guitarra en su forma acústica, la batería y una letra sobre amor y comprensión con un dejo de la resignación a la que todos los seres humanos han de enfrentarse en algún momento de su vida afectiva. Es además una función larga, con toda la pasión lírica que distingue siempre a las canciones de Martin Gore para DM.
Para el álbum, el percusionista Airto Moreira grabó con la banda la batería acústica. Como curiosidad, David Bascombe, quien por su parte produjera el álbum Music for the Masses de DM en 1987, también realizó remezclas para Freelove en sus múltiples ediciones como sencillo.

## Formatos

### En CD y DVD
| Mute CDBong32 Freelove |                                        |          |  |
| N.º                    | Título                                 | Duración |  |
| 1.                     | «Freelove» (Flood Mix)                 | 4:02     |  |
| 2.                     | «Zenstation»                           | 6:27     |  |
| 3.                     | «Zenstation» (Atom's Stereonerd Remix) | 5:39     |  |

| Mute LCDBong32 Freelove |                                                                     |          |  |
| N.º                     | Título                                                              | Duración |  |
| 1.                      | «Freelove» (Bertrand Burgalat Version)                              | 5:30     |  |
| 2.                      | «Freelove» (Schlammpeitziger "Little Rocking Suction Pump" Version) | 6:53     |  |
| 3.                      | «Freelove» (DJ Muggs Remix)                                         | 4:28     |  |

| Mute Bong32 Freelove |                                                                     |          |  |
| N.º                  | Título                                                              | Duración |  |
| 1.                   | «Freelove» (Deep Dish Freedom Remix)                                | 11:47    |  |
| 2.                   | «Freelove» (Josh Wink vocal interpretation)                         | 8:45     |  |
| 3.                   | «Freelove» (Deep Dish Freedub Dub)                                  | 11:16    |  |
| 4.                   | «Freelove» (Powder Productions Remix)                               | 7:58     |  |
| 5.                   | «Freelove» (DJ Muggs Remix)                                         | 4:26     |  |
| 6.                   | «Freelove» (Bertrand Burgalat Remix)                                | 5:29     |  |
| 7.                   | «Freelove» (Console Remix)                                          | 4:43     |  |
| 8.                   | «Freelove» (Schlammpeitziger "Little Rocking Suction Pump" Version) | 6:50     |  |
| 9.                   | «Zenstation» (Atom's Stereonerd Remix)                              | 5:38     |  |

| Mute / Reprise DVDBong32 Freelove |                                    |          |  |
| N.º                               | Título                             | Duración |  |
| 1.                                | «Freelove» (video en concierto)    | 6:57     |  |
| 2.                                | «Breathe» (en concierto)           | 5:32     |  |
| 3.                                | «The Dead of Night» (en concierto) | 5:08     |  |
| 4.                                | «Soundcheck» (corto)               | 0:31     |  |
| 5.                                | «Fans» (corto)                     | 0:32     |  |
| 6.                                | «Black Celebration» (corto)        | 0:31     |  |
| 7.                                | «Dave» (corto)                     | 0:32     |  |

| Reprise 9 42419-2 Freelove |                                                                     |          |  |
| N.º                        | Título                                                              | Duración |  |
| 1.                         | «Freelove» (Flood Mix)                                              | 3:59     |  |
| 2.                         | «Freelove» (DJ Muggs Remix)                                         | 4:24     |  |
| 3.                         | «Zenstation» (Non-Album Track)                                      | 6:24     |  |
| 4.                         | «Freelove» (Bertrand Burgalat Remix)                                | 5:27     |  |
| 5.                         | «Freelove» (Schlammpeitziger "Little Rocking Suction Pump" version) | 6:50     |  |
| 6.                         | «Freelove» (Atom's Stereonerd Remix)                                | 5:35     |  |

| Reprise PRO-CD 100794 Freelove |                                  |          |  |
| N.º                            | Título                           | Duración |  |
| 1.                             | «Freelove» (Dave Bascombe Remix) | 4:07     |  |
| 2.                             | «Freelove» (DJ Muggs Remix)      | 4:24     |  |
| 3.                             | «Freelove» (Flood Mix)           | 3:59     |  |

| Mute Bong32 Freelove |                                           |          |  |
| N.º                  | Título                                    | Duración |  |
| 1.                   | «Freelove» (Deep Dish Freedom Vocal Edit) | 9:00     |  |
| 2.                   | «Freelove» (Deep Dish Freedom Dub Edit)   | 8:29     |  |

| Promocional Reprise Freelove |                                                                     |          |  |
| N.º                          | Título                                                              | Duración |  |
| 1.                           | «Freelove» (Bascombe Remix No. 3)                                   | 4:07     |  |
| 2.                           | «Freelove» (Steve Osborne Mix)                                      | 4:09     |  |
| 3.                           | «Freelove» (Schlammpeitziger “Little Rocking Suction Pump” Version) | 6:52     |  |
| 4.                           | «Freelove» (Deep Dish Remix)                                        | 11:36    |  |
| 5.                           | «Freelove» (Deep Dish Dub Mix)                                      | 10:52    |  |
| 6.                           | «Freelove» (Powder Productions Remix)                               | 8:00     |  |

| Promocional Reprise Freelove |                                   |          |  |
| N.º                          | Título                            | Duración |  |
| 1.                           | «Freelove» (Flood Mix)            | 4:13     |  |
| 2.                           | «Freelove» (Johnny Dollar Mix)    | 4:06     |  |
| 3.                           | «Freelove» (DJ Muggs Remix)       | 4:26     |  |
| 4.                           | «Freelove» (Bascombe Remix No. 3) | 4:07     |  |

### En disco de vinilo
12 pulgadas Mute 12Bong32  Freelove
| Lado A |                                                                     |          |  |
| N.º    | Título                                                              | Duración |  |
| 1.     | «Freelove» (Console Remix)                                          |          |  |
| 2.     | «Freelove» (Schlammpeitziger "Little Rocking Suction Pump" Version) |          |  |
| 3.     | «Freelove» (Atom's Stereonerd Remix)                                |          |  |

| Lado B |                                      |          |  |
| N.º    | Título                               | Duración |  |
| 1.     | «Freelove» (Bertrand Burgalat Remix) |          |  |
| 2.     | «Freelove» (DJ Muggs Remix)          |          |  |

12 pulgadas doble Mute PL12 BONG 32  Freelove
Disco uno
| Lado A |                                      |          |  |
| N.º    | Título                               | Duración |  |
| 1.     | «Freelove» (Deep Dish Freedom Remix) | 1:43     |  |

| Lado B |                                             |          |  |
| N.º    | Título                                      | Duración |  |
| 1.     | «Freelove» (Josh Wink Vocal Interpretation) | 8:49     |  |

Disco dos
| Lado C |                                    |          |  |
| N.º    | Título                             | Duración |  |
| 1.     | «Freelove» (Deep Dish Freedom Dub) | 1:13     |  |

| Lado D |                                       |          |  |
| N.º    | Título                                | Duración |  |
| 1.     | «Freelove» (Powder Productions Remix) | 7:57     |  |

## Vídeo promocional
«Freelove», bajo la musicalización de su versión como sencillo, fue dirigido por John Hillcoat quien realizó también los videos de "I Feel Loved" y "Goodnight Lovers" del mismo álbum. En él, se puede ver a Depeche Mode en una caravana "llevando amor" con su música por todas partes. Lo llamativo es que aparecen como cuarteto, pues además de los tres integrantes está también, haciendo lo propio, el baterista Christian Eigner, quien desde 1997 se integró para participar en giras.
En el vídeo aparecen sobre todo chicas, bailando, contoneándose y se les muestra siendo seducidas junto con hombres por la música de DM, manejando la idea del amor libre y sin ataduras de ningún tipo, especialmente raciales, como pregona la letra. Además, en la caravana aparece en unas tomas Depeche Mode, y en las otras las chicas y los chicos bailando, pero en ninguna aparece DM con la gente simultáneamente, haciendo una metáfora sobre la no coexistencia.
"Freelove" se incluye en Video Singles Collection de 2016, la cual es su primera única aparición hasta ahora en un lanzamiento oficial de DM.
En la edición en DVD de "Freelove", se incluyó una versión en directo, tomada desde luego del Exciter Tour, en la cual se mezclan imágenes de varias otras interpretaciones, mostrando incluso las proyecciones de fondo correspondientes a otros temas. Se considera éste como el "segundo vídeo" del tema, aunque es más bien llamada una versión bootleg. En el sencillo en DVD no se incluye el vídeo regular de Hillcoat.

## En directo
«Freelove» se interpretó durante todo el correspondiente Exciter Tour, en el cual aparecía tal como en el disco, en una versión larga, sintética y con sus cinco estrofas, recalcando su importancia como tema fundamental del álbum Exciter.
La interpretación era desde luego electroacústica, tal como aparece en el álbum con la cargada base sintética y el acompañamiento de guitarra de Martin Gore y de batería acústica de Christian Eigner, y resultaba una de las más largas presentadas en el escenario.
Para 2010, se incorporó en la gira Tour of the Universe, solo en algunas de las presentaciones, en una versión acústica, con todas sus estrofas, con tan solo musicalización de sintetizador en modo piano por Peter Gordeno y cantada por Martin Gore, quien además prestaba acordes de guitarra.

## Posicionamiento
| Listas (2001)                     | Mejor posición |
| --------------------------------- | -------------- |
| Lista de sencillos austriacos     | 61             |
| Lista de sencillos daneses        | 5              |
| Lista de sencillos finlandeses    | 11             |
| Lista de sencillos francesa       | 52             |
| Lista de sencillos alemana        | 8              |
| Lista de sencillos alemanat       | 3              |
| Lista de sencillos neerlandesa    | 65             |
| Lista de sencillos rumana         | 12             |
| Lista de sencillos sueca          | 20             |
| Lista de sencillos suiza          | 67             |
| UK Singles Chart                  | 19             |
| US Billboard Hot Dance Club Play] | 1              |